# Edmílson
Pour les articles homonymes, voir Edmilson (homonymie).
José Edmílson Gomes de Moraes, plus communément appelé Edmílson, né le 10 juillet 1976 à Taquaritinga, est un footballeur brésilien qui évoluait au poste de milieu récupérateur ou en défense centrale. 
Il a remporté la Coupe du monde en 2002 avec le Brésil.

## Biographie

### En club
José Edmílson Gomes de Moraes signe pour le São Paulo FC en 1994. Il remporte avec ce club la Copa CONMEBOL 1994 (finale remportée 6-1 0-3 face à Peñarol) et la Recopa Sudamericana 1993 et 1994 avant de gagner le Championnat de São Paulo en 1998 et 2000.
C'est alors qu'il décide de traverser l'Atlantique pour tenter sa chance en Europe. Malgré une approche d'Arsenal, il se laisse séduire par le discours de l'ancien défenseur de l'OL Brésilien Marcelo et rejoint l'Olympique lyonnais en 2000 quelques mois avant son compatriote Claudio Caçapa et dispute son premier match de championnat de France le 6 septembre 2000 chez le grand rival stéphanois (2-2), match au cours duquel il brille particulièrement. Au cours de sa première saison lyonnaise, il s'impose rapidement et remporte la Coupe de la Ligue française de football 2000-2001, mais doit attendre l'arrivée de Juninho, la saison suivante, pour voir Lyon remporter son premier titre de Champion de France. Edmílson passe au total 4 saisons sur les bords du Rhône, remportant 3 titres consécutifs de champion et devenant un chouchou des supporters lyonnais grâce à sa lecture du jeu, sa technique, son bon jeu aérien et son élégance balle au pied.
À son arrivée au FC Barcelone en 2004 pour une somme avoisinant les 10 millions d'euros (plus bonus éventuels), Edmílson ne peut réellement exprimer son talent, souffrant régulièrement de blessures plus graves les unes que les autres. Repositionné en milieu défensif par Frank Rijkaard, Edmílson joue néanmoins un grand rôle dans la conquête du doublé lors de la saison 2005-2006 (Championnat & Ligue des champions). Cependant la saison suivante, Edmílson se blesse très gravement au genou dès les tout premiers matches. Il fait donc une saison quasi blanche. Cette blessure marque le début de la fin pour le Brésilien qui peinera par la suite à retrouver son niveau de jeu.
Son contrat avec Barcelone court jusqu'en 2008. Peu utilisé au sein du club catalan, il signe le 17 mai 2008 un contrat de 2 ans avec Villarreal. 
En janvier 2009, il signe un contrat de 2 ans avec le club de SE Palmeiras avant de le résilier un an plus tard. Il signe un contrat de 5 mois (+ une année en option) au Real Saragosse, le 30 janvier 2010.
Il rejoint le club brésilien de Ceará, club de la ville de Fortaleza en juin 2011. Cela ne porte pas chance au club de la ville de Fortaleza qui termine à la 18e place et est relégué en fin de saison. Il annonce finalement sa retraite à la fin de l'année 2011 après 17 ans de carrière. Il devient ensuite ambassadeur du FC Barcelone.

### En équipe nationale
Edmílson compte 42 sélections en équipe du Brésil. Sa première sélection a lieu lors d'un match contre l'équipe du Paraguay (1-2) le 18 juillet 2000 en éliminatoires de la Coupe du monde 2002.
Il dispute la Coupe du monde en 2002 et marque notamment un but spectaculaire face au Costa Rica (5-2), d'une superbe retournée acrobatique. Il dispute six des sept matches de la phase finale et devient champion du monde en disputant intégralement la finale en défense centrale (au côté de Lúcio et Roque Júnior), opposant son équipe à l'Allemagne (2-0) le 30 juin 2002.
Quatre ans plus tard, Edmílson est sélectionné pour la Coupe du monde 2006 mais une blessure au ménisque interne du genou droit ne lui permet pas de participer à la compétition.
Il dispute son dernier match en sélection le 5 juin 2007 lors d'une rencontre amicale disputée à Dortmund au Signal Iduna Park face à la Turquie (0-0).

## Palmarès
- Avec le São Paulo FC
  - Vainqueur de la Coupe de la CONMEBOL en 1994
  - Vainqueur de la Recopa Sudamericana en 1996
  - Champion de l'État de São Paulo en 1998 et 2000
  - Vainqueur du Tournoi Rio-São Paulo en 2001

- Avec l'Olympique lyonnais
  - Champion de France en 2002, 2003 et 2004
  - Vainqueur du Trophée des champions en 2002 et 2003
  - Vainqueur de la Coupe de la Ligue en 2001

- Avec le FC Barcelone
  - Vainqueur de la Ligue des champions en 2006
  - Champion d'Espagne en 2005 et en 2006
  - Vainqueur de la Supercoupe d'Espagne en 2005

- Avec l'équipe du Brésil
  - Vainqueur de la Coupe du monde en 2002